# A.J. Griffin
Adrian Darnell „AJ” Griffin Jr (ur. 25 sierpnia 2003 w Dallas) – amerykański koszykarz, występujący na pozycjach rzucającego obrońcy lub niskiego skrzydłowego, obecnie zawodnik Atlanty Hawks.
W 2021 wystąpił w spotkaniach gwiazd szkół średnich – McDonald’s All-American, Jordan Brand Classic.

## Osiągnięcia
Stan na 19 lutego 2023, na podstawie, o ile nie zaznaczono inaczej.
NCAA
- Uczestnik rozgrywek NCAA Final Four (2022)
- Mistrz sezonu regularnego konferencji Atlantic Coast (ACC – 2022)
- Zaliczony do:
  - I składu najlepszych pierwszorocznych zawodników ACC (2022)
  - składu honorable mention All-ACC (2022)
- Najlepszy pierwszoroczny zawodnik tygodnia ACC (22.11.2021, 7.02.2022)

NBA
- Uczestnik turnieju drużynowego Jordan Rising Stars (2023)[4]

Reprezentacja
- Mistrzostwa Ameryki U–16 (2019)